# Перевесье (Хойникский район)
Перевесье (бел. Перавессе) — упразднённая деревня в Комаринском районе Полесской области (на территории современного Хойникского района Гомельской области Беларуси). В составе Радинского сельсовета.

## География
Располагалась в 1 км северо-западнее от деревни Масаны, в 44 км к югу от г. Хойники, на территории Полесского радиационно-экологического заповедника.

## История

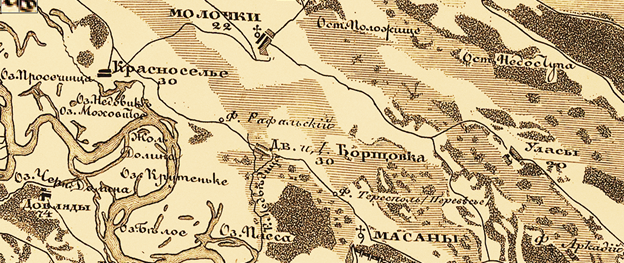
Фольварк Тересполь (Перевесье) на карте 1846 г. А. К. Фитингофа.

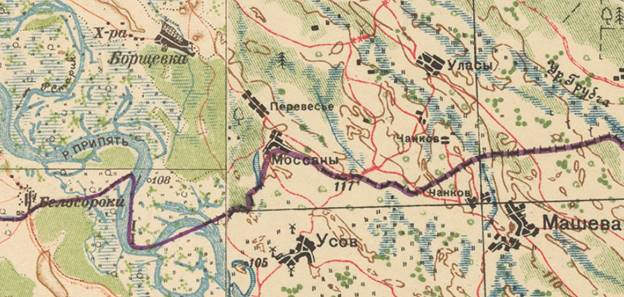
Перевесье на карте генштаба РККА Беларуси и Литвы. 1935 г.

Не самая ранняя пока информация о фольварке Тересполь (Перевесье) встречена на топографической карте Минской губернии 1846 года генерал-майора А. К. Фитингофа.
В «Списках населенных мест Минской губернии по въездам, приходам, еврейским обществам со сведениями об их расположении и народонаселении [Дело]: 1857 г.» засвидетельствовано, что 3 мужчины и 4 женщины из фольварка Тересполь являлись прихожанами Остроглядовского костела Успения Пресвятой Девы Марии.
В 1909 году на хуторе Перевесье Дерновичской волости Речицкого уезда Минской губернии насчитывалось 9 дворов с 45 жителями.
Накануне Великой Отечественной войны в Перевесье было 18 дворов (домов), 35 жителей.
Уничтожен немецко-фашистскими захватчиками вместе с жителями о время Великой Отечественной войны. 23 мая 1943 года гитлеровцы (т. н. боевая группа Шимана) сожгли весь посёлок, уничтожили 18 дворов, погубили 34 человека.
После войны поселение не восстанавливалось.
Деревня увековечена в мемориальном комплексе «Хатынь».
В 1967 году на могиле жертв фашизма установлен обелиск.

## Население
- 1909 год — 45 жителей, 9 дворов
- 1940 год — 35 жителей, 18 дворов[6]

## Достопримечательность
- Могила жертвам фашизма. Расположена в 1 км на северо-запад от деревни Масаны. Похоронено 34 мирных жителя сожжённой деревни Перевесье (18 дворов). В 1967 году на могиле жертв фашизма установлен обелиск.